# Bermuda címere

Bermuda címere

Bermuda címere egy fehér és zöld színű vízszintesen osztott pajzs, rajta egy ülő helyzetű vörös oroszlánnal, amely egy másik díszkeretes pajzsot tart. A pajzson azt a jelenetet elevenítették meg, amikor a Sea Ventura nevű hajó 1609-ben zátonyra futott és elsüllyedt a szigetek partjai közelében. A pajzs alatt aranyszínű szalagra írták a mottót: „Quo Fata Ferunt” (Ahová a sors vezérel). A címer megegyezik a zászlón szereplővel, azzal különbséggel, hogy ott nem található meg a mottó. A címert 1910 októberében adományozták Bermudának.